# ألباسو
ألباسو هيَّ منطقة حكم محلي في ولاية كانو، نيجيريا. يقع مقرها الرئيسي في منطقة ألباسو. تبلغ مساحتها 398 كيلومترً مربعًا ويبلُغ عدد سكانها 190153 حسب احصاء عام 2006. الرمز البريدي للمنطقة رقمُهُ 712.